# De Gaulle à la plage
De Gaulle à la plage est un album de bande dessinée écrit et dessiné par Jean-Yves Ferri, paru en 2007.

## Synopsis
Le personnage imaginé par Ferri apparaît initialement au sein d'un recueil collectif de bande dessinée intitulé Vive la politique, avant de devenir l'élément central de l'album de 2007. L'auteur y reprend de façon comique la figure du général de Gaulle en le représentant en situation de vacancier, quelque part sur une plage bretonne, hors de tout rôle politique, durant l'été 1956.
L'album est organisé sous forme d'une succession d'historiettes en six cases. Soit 90 gags avec un de Gaulle entouré par sa femme Yvonne, leur fils Fifi et Wehrmacht, un dogue très perturbé à cause de son lourd atavisme nazi (ce personnage canin est inspiré de l'authentique Vincam — « Je vaincrai » —, « rejeton d'un chien-loup d'Hitler recueilli un temps à la Boisserie »). La petite troupe est complétée par l'aide de camp du général, le capitaine Le Bornec, dont le nom symbolise pour Ferri le patronyme des compagnons bretons de De Gaulle, notamment Flohic, son véritable aide de camp.

## Adaptation télévisée
En 2020, l'ouvrage fait l'objet d'une adaptation en série animée de trente épisodes de deux minutes par Philippe Rolland sur ARTE.
- Liste des épisodes :

| 1. Les tongs 2. Le lyrisme 3. L'appel 4. Le fiston 5. La papatte 6. Les occupations 7. La baignade 8. Le jokari 9. L'opposition 10. Le ras le bol 11. La vague 12. Le traumatisme 13. Le bon temps 14. L'incident 15. La réunion au sommet | 1. La permission 2. Le ciné 3. L'interview 4. Le blocage 5. Le grésillement 6. La paranoïa 7. Les nouvelles 8. La mémoire courte 9. L'appui des forces sous-marines 10. La marée montante 11. L'Ankou 12. Le cahier de vacances 13. La jeunesse perdue 14. La rencontre 15. L'amourette |